# Walker Mill
Walker Mill es un lugar designado por el censo ubicado en el condado de Prince George en el estado estadounidense de Maryland. En el Censo de 2010 tenía una población de 11.302 habitantes y una densidad poblacional de 1.379,62 personas por km².

## Geografía
Walker Mill se encuentra ubicado en las coordenadas 38°52′51″N 76°53′3″O / 38.88083, -76.88417. Según la Oficina del Censo de los Estados Unidos, Walker Mill tiene una superficie total de 8.19 km², de la cual 8.19 km² corresponden a tierra firme y (0.06%) 0.01 km² es agua.

## Demografía
Según el censo de 2010, había 11.302 personas residiendo en Walker Mill. La densidad de población era de 1.379,62 hab./km². De los 11.302 habitantes, Walker Mill estaba compuesto por el 1.41% blancos, el 94.76% eran afroamericanos, el 0.47% eran amerindios, el 0.37% eran asiáticos, el 0.02% eran isleños del Pacífico, el 1.18% eran de otras razas y el 1.8% pertenecían a dos o más razas. Del total de la población el 2.51% eran hispanos o latinos de cualquier raza.